# SAP HANA
SAP HANA（エスエイピー ハナ）は、ドイツのソフトウェア企業SAP SEが提供するカラムストア指向リレーショナルインメモリデータ処理プラットフォームである。狭義には中核コンポーネントであるインメモリデータベース機能のみを指すが、広義にはHANA用アプリケーションの実行環境や開発環境などの周辺機能を指すプラットフォーム全体を指す。

## 概要
SAP HANAは、全てのデータをメモリ上に保有し、高速に処理するための企業向けインメモリデータベース製品であり、企業の基幹システムや情報系システムのほか、研究データ解析、スポーツ分析などの用途に幅広く利用されている。提供形態としては、パブリッククラウドエディション、プライベートクラウドであるマネージドサービスエディション、オンプレミスエディションがある。
SAPの創業者の一人であるハッソ・プラットナーが設立した研究・教育機関「ハッソ・プラットナー・インスティテュート」で学生らと共に発案した。近年の情報システムのビジネスへの浸透によって、ERPなどの業務アプリケーションが多機能化して肥大化し、更に複数の異なるシステムやデータベースが企業内で乱立するようになっていた。こうした複雑化した企業システム群をシンプル化しボトルネックを解消するために、複数の業務アプリケーション跨るデータを1つのプラットフォームでリアルタイムに処理するためにSAP HANAが開発された。
SAPではSAP HANAを同社事業の中核製品に位置付けており、SAP HANA上での利用を前提としたアプリケーションとしてSAP S/4HANAやSAP BW/4HANAなどの提供を開始した。ただ、SAP HANAはSAP製のアプリケーションだけでなく、一般的なリレーショナルデータベース製品と同様、他ベンダーのアプリケーションもHANA上で実行させることができる。
2020年5月時点で、世界で32,000社超（社名公表に同意した顧客数）で稼働実績があると発表された。

## 特徴
インメモリデータベース
最大の特徴はメモリ上にデータを保有していることであり、ハードディスク上で動作するリレーショナルデータベース製品と比較して、10～100,000倍の速度でデータを処理することができる。SAP HANAはメモリ上でデータを処理するために最適化されたアーキテクチャを採用しているため、競合製品である米オラクルや米マイクロソフトのリレーショナルデータベース製品にインメモリオプションを搭載した場合と比べても3倍以上の速さでデータを処理することが可能であると謳われている。
カラムストア指向
カラムストア指向（列指向）のリレーショナルデータベースであり、SQLで操作することができる。カラムストア型であることにより、メモリ使用率の効率化や検索アルゴリズムの効率化が図られている。尚、カラムストア型テーブルの使用が推奨されているが、オプションとしてローストア型テーブルも作成可能である。
データサイズ圧縮
カラムストア型テーブルを採用しているため、データの圧縮に優れている。このため、従来のローストア指向（行指向）のリレーショナルデータベースにデータを格納する場合と比べて、必要とする保存領域のサイズが小さくて済む。
並列処理対応
マルチコアプロセッサに対応しており、アプリケーションからのリクエストのあったカラム群を複数のCPUに処理を分散させて高速にデータを処理できる。
非構造化データ対応
従来のリレーショナルデータベースではテーブル構造化されたデータしか扱えなかったが、SAP HANAではNoSQLデータベースのように非構造化データの処理に対応しており、テキストマイニング、地理空間情報、グラフ構造データの処理にも対応している。
DWHエンジン搭載
ディメンショナルモデル（多次元モデル）の実装に対応しており、データウェアハウス（DWH）として利用できる。このためOLTPとOLAPの両方に1つのプラットフォームで対応できるようになっている。 既存システム等の他のデータベースからデータを取り込むためのETL機能も搭載されており、サードパーティー製のETL製品を購入する必要がない。
アプリケーションプラットフォーム
アプリケーションサーバー機能を搭載しており、3-Tierアーキテクチャだけでなく、2-Tierのシステムを構築にも対応しており、開発期間短縮やコストを低減できる。SAP HANA上で稼働するアプリケーションを開発するための開発環境として、クラウドベースのアプリケーション開発環境が提供されている。その他EclipseベースやWebブラウザベースの統合開発環境（IDE）が提供されている。
マルチテナント対応
クラウド環境などでの利用を想定してマルチテナント機能に対応している。 テナント間でデータやユーザー、ハードウエアリソースを分離しつつ、一つのシステムとして管理できる。異なるSAPシステムを一つのHANA上で稼働させたり、開発環境と検証環境を同居させたりできる。マルチテナント機能はSP9以降から使用できる。
ビッグデータツール連携
HadoopやR（アール）といったビッグデータ処理プラットフォームやツールと連携することができる。

## 動作環境
Linux環境のみで稼働し、Red Hat Enterprise LinuxとSUSE Linux Enterprise Serverのディストリビューションがサポートされている。
SAPより認定され、SAP HANAに最適化された専用サーバー（アプライアンス）でのみ稼働する。ラインナップは米IBMや米HP、米ユニシス、米デルなどのサーバーベンダーから販売されている。日系ベンダーでは富士通、日立製作所、日本電気が製造、販売している。 また、アプライアンスを購入する代わりにSAPが提供するプライベートクラウドプラットフォームサービスSAP HANA Enterprise Cloudを利用することもできる。
更にSAPはマルチプラットフォーム戦略を推進しており、Amazon Web Services、Google Cloud Platform、Microsoft Azureなどの認定された主要なパブリッククラウドサービス上でも利用できるようになっている。

## 無償試用版
ノートPCやデスクトップPC上でオフラインで実行可能なバージョンである「SAP HANA, express edition」が無償で提供されている。
Red Hat Enterprise LinuxやSUSE Linux Enterprise Server上で利用できるほか、仮想マシンイメージをダウンロードして、WindowsやMacにインストールも可能である。 Amazon Web Services（AWS）などのクラウドプラットフォームでも利用できる。
但し、試用版は最大メモリサイズは32GBまでに限定されている。

## 認定資格
SAPはSAP HANAの知識や技能を持つエンジニアやコンサルタントに対してSAP認定コンサルタントの資格を認定している。所定の研修コースを履修し、試験に合格すると申請できる。2016年10月現在、日本では以下のHANA関連の資格が存在する。

### テクノロジーコンサルタント
- SAP認定サポートアソシエイト[15]
- SAP認定テクノロジーアソシエイト[15]
- SAP認定テクノロジースペシャリスト - インストレーション[15]

### アプリケーションコンサルタント
- SAP認定アプリケーションアソシエイト[16]
- SAP認定アプリケーションスペシャリスト - SAP BW powered by SAP HANA[16]